# Béla von Kehrling
Béla von Kehrling (auch Béla Kehrling; * 25. Januar 1891 in Szepesszombat, Österreich-Ungarn; † 26. April 1937 in Budapest) war ein ungarischer Tennis- und Tischtennisspieler.

## Sportliche Karriere
Er spielte wie später Fred Perry sowohl Tennis als auch Tischtennis auf hohem Niveau, war aber auch in anderen Sportarten wie Fußball, Eishockey und Bobsport aktiv. 1926 wurde er mit der ungarischen Tischtennismannschaft bei den Titelkämpfen in London Weltmeister. Mit Zoltán Mechlovits erreichte er zudem im Doppel das Endspiel und gewann dort Silber. Kehrling war zunächst nicht für den Teamwettbewerb vorgesehen. Nachdem aber der Einzelweltmeister Roland Jacobi vom Tod seines Vaters benachrichtigt wurde und abreiste, sprang Kehrling spontan im Finale ein und gewann das entscheidende Spiel gegen Munio Pillinger aus Österreich.
In insgesamt vier Spielen kam von Kehrling in der ungarischen Fußballnationalmannschaft zum Einsatz. Er spielte in den 1910er Jahren für die Vereine Budai 11 und Magyar AC Budapest.
Im Tennis gewann Kehrling 1924 die Deutschen Tennismeisterschaften, bei denen er auch im Folgejahr das Finale erreichte, aber gegen Otto Froitzheim unterlag. Insgesamt 13 Mal gewann er zwischen 1912 und 1932 die ungarischen Tennis-Meisterschaften im Einzel; im Doppel war er 11 Mal erfolgreich. Bei den Olympischen Spielen 1912 und 1924 ging er für Ungarn in insgesamt vier Konkurrenzen an den Start. 1912 schied er im Einzel und Doppel auf Rasen im Achtelfinale aus, jeweils ein Match konnte er gewinnen. 1924 konnte er nur im Einzel nochmal das Achtelfinale erreichen. Spät in seiner Karriere erreichte von Kehrling auch gute Ergebnisse bei den späteren Grand-Slam-Turnieren. Bei den French Open sowie den Wimbledon Championships stand er im Einzel und Doppel im Viertelfinale. Im Doppel von Wimbledon 1925 und 1926 sogar im Halbfinale.
Von 1924 bis 1933 bestritt er zudem 16 Begegnungen für die ungarische Davis-Cup-Mannschaft. Er gewann 22 seiner 31 Einzelpartien sowie 3 von 15 Partien im Doppel.
Nach seiner aktiven Zeit wurde von Kehrling Vizepräsident des Ungarischen Tennisbundes und fungierte als Chefredakteur der verbandseigenen Tenniszeitung. Er starb mit 46 Jahren an einem Herzinfarkt. Zu seinen Ehren wurde eine Gedenkminute auf allen Tennisplätzen in Ungarn abgehalten.

## Privatleben
Kehrling war mit Magda Schlauch (auch Béláné Kehrling; 1895–1981) verheiratet. Sie hatten zwei Söhne, Béla Jr. (1917–??) und Tamás (1924–1999).

## Erfolge im Tischtennis
| Verband | Veranstaltung     | Jahr | Ort    | Land | Einzel | Doppel | Mixed        | Team |
| ------- | ----------------- | ---- | ------ | ---- | ------ | ------ | ------------ | ---- |
| HUN     | Weltmeisterschaft | 1926 | London | ENG  | 1/64   | Silber | keine Teiln. | Gold |

## Philatelie
Von der ungarischen Post wurde am 15. Juni 1965 eine Briefmarke zu Ehren von Béla von Kehrling in gezähnter und geschnittener Ausführung ausgegeben. (Michel-Katalog Nr. 2135 A und 2135 B). Er erhielt außerdem die Signum Laudis-Verdienstmedaille.